# Área (periódico)
Área es un periódico español, de ámbito comarcal, editado en La Línea de la Concepción.

## Historia
Nació originalmente en 1956 como un periódico bisemanal, de ámbito meramente comarcal. Dirigido por Antonio Gómez Rubio —que también era propietario de la publicación—, siempre ha tenido una difusión modesta y su tirada nunca ha pasado de los 3.000 ejemplares. A partir de 1962 pasó a editarse como un diario, si bien mantuvo una audiencia meramente comarcal. A finales del siglo XX la dirección y propiedad del diario pasaron a José Antonio Gómez-Rubio Amado, hijo del fundador.